# Ichihara

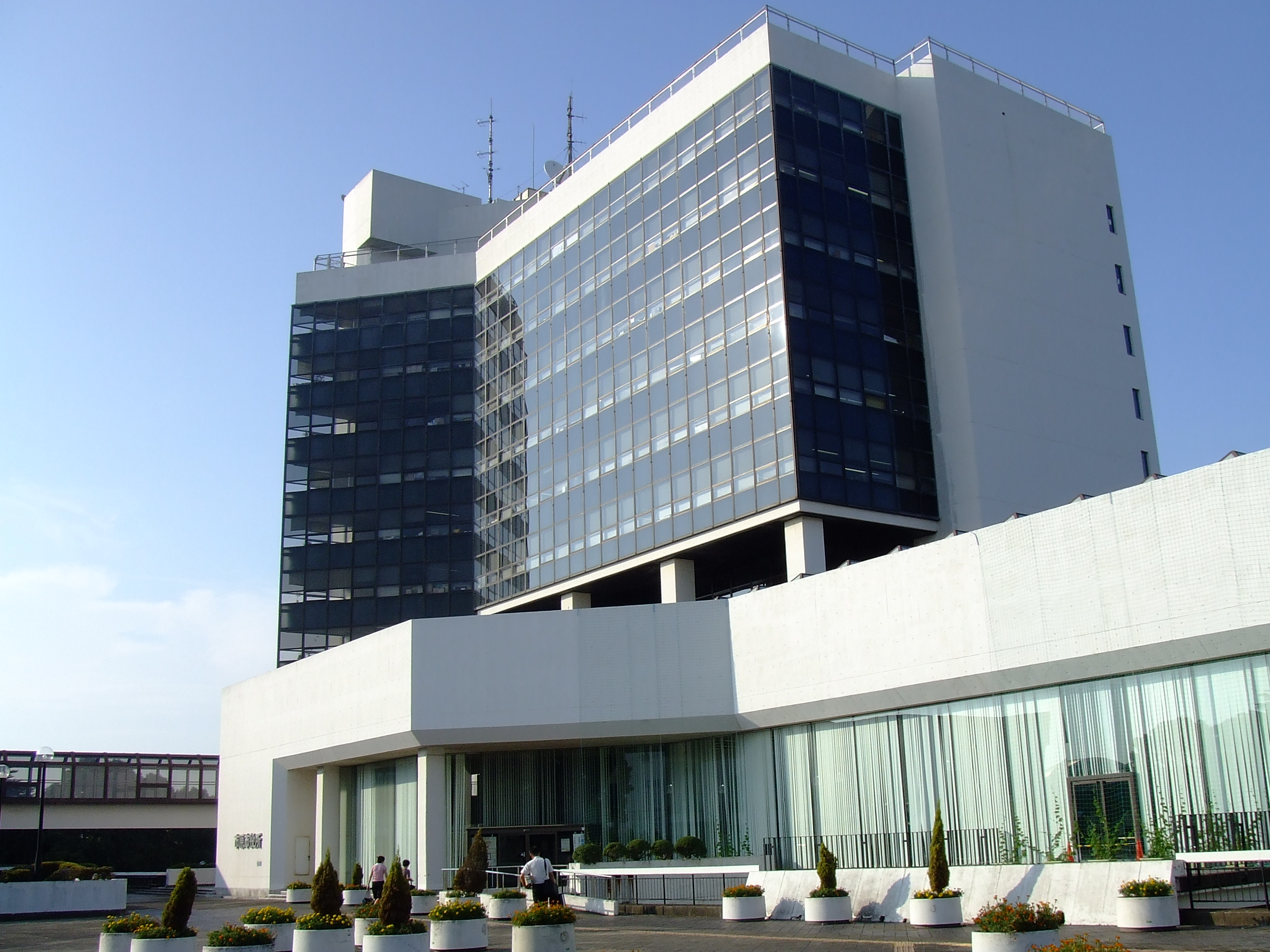
Primăria

Ichihara (市原市 Ichihara-shi?), este un municipiu din Japonia, prefectura Chiba.